# Extreme Martial Arts
Extreme Martial Arts (XMA) - ekstremalne sztuki walki. Kategoria sztuk walk połączonych z wariacjami i akrobatyką. To połączenie wszystkich typów w jeden. Cały element znajduje się w akrobacjach które odwołują się także do kopnięć, obrotów, uników. Przykłady XMA zastosowane są także w filmach, gdzie aktorów mogą zastępować osoby uprawiające ten sport. Twórcą XMA jest Michael Chaturantabut.
Do tej kategorii zaliczają się między innymi takie sztuki walki jak:
- Capoeira
- Taekwondo
- Boks tajski